# Juan van Deventer
Juan van Deventer, född den 26 mars 1983, är en sydafrikansk friidrottare som tävlar i medeldistanslöpning.
van Deventer var i final vid Afrikanska mästerskapen i friidrott 2006 på 1 500 meter där han slutade på nionde plats. Han var även i final på samma distans vid Olympiska sommarspelen 2008 där han slutade sjua, på tiden 3.34,77.

## Personliga rekord
- 1 500 meter - 3.34,30